# تغذية سريرية
التغذية السريرية هي تغذية المرضى في مجال الرعاية الصحية. وتشير كلمة السريرية في هذا السياق إلى معالجة المرضى، ولا تشمل المرضى في العيادات الخارجية فقط، ولكن تشمل أيضاً (وبشكل رئيسي) المرضى في المستشفيات. وتشمل في المقام الأول المجالات العلمية للتغذية وعلم النظم الغذائية. وتهدف إلى الحفاظ على توازن صحي في مخزون الطاقة لدى المرضى، وكذلك توفير كميات كافية من العناصر الغذائية الأخرى مثل البروتين والفيتامينات والمعادن.

## أساليب التغذية
ومن بين طرق التعاطي، يُعتبر التعاطي عن طريق الفم الوسيلة المفضلة للتغذية، إذا كانت ممكنة. وهناك وسائل بديلة مثل التعاطي المعوي (في التغذية الأنفية المعدية) والتعاطي بالقسطرة الوريدية (في التغذية بالحقن).

## الأسباب الرئيسية لسوء التغذية السريري
وفي مجال التغذية السريرية، يوجد لسوء التغذية أسباب وأمراض وبائية وطرق علاج تختلف عن سوء التغذية المرتبطة بشكل أساسي بالفقر.
فالأسباب الأساسية لـ سوء التغذية السريرية هي:
- متلازمة الهزال الناجمة عن الأمراض، الإصابات و / أو الشيخوخة
- صعوبات الهضم، مثل السكتة الدماغية، الشلل الجزئي، الخرف، الاكتئاب، عسر البلع

وربما يتفاقم سوء التغذية السريرية أيضًا بسبب العوامل علاجية المنشأ، بمعنى عدم قدرة منشأة الرعاية الصحية على تعويض أسباب سوء التغذية بالشكل المناسب.
وهناك تعريفات متنوعة لسوء التغذية السريرية. ووفقًا لأحد هذه التعريفات، يتم تعريف المرضى أنهم مصابون بسوء تغذية شديدة في حالة تحقق أحد المعايير التالية: مؤشر كتلة الجسم < أو = 20 كجم/متر مربع؛ و/أو أكثر من|> أو يساوي 5% من فقدان الوزن غير المتعمد في الشهر الماضي و/ أو > أكثر من أو = 10% من فقدان الوزن غير المتعمد في الستة (6) أشهر الماضية. وبنفس الطريقة، يصاب المريض بسوء التغذية بشكل معتدل في حالة تحقق أحد المعايير التالية: مؤشر كتلة الجسم 20.1-22 كجم/متر مربع و/أو 5-10% من فقدان الوزن غير المتعمد في الأشهر الستة (6) الماضية.

## الدوريات العلمية
المجلة الأمريكية للتغذية السريرية هي المجلة الأعلى مرتبة لـ معهد المعلومات العلمية.